# 누벨칼레도니
누벨칼레도니(프랑스어: Nouvelle-Calédonie, 문화어: 누벨깔레도니)는 오세아니아의 멜라네시아에 있는 프랑스의 해외 집합체로, 세계적인 관광지로 유명하다. 영어식 표기인 뉴칼레도니아(New Caledonia)라는 이름으로도 알려져 있다. 수도는 누메아이다. 서쪽으로는 오스트레일리아, 북쪽으로는 바누아투, 동쪽으로는 피지, 남쪽으로는 뉴질랜드가 보인다.

## 역사

### 원주민과 유럽인의 발견
태평양 서쪽 지역은 약 5만년 전부터 거주가 시작되었다. 그 후 오스트로네시안이 그 지역에 유입되었다. 멜라네시아 군도에 자리잡은 다양한 무리의 사람들을 라피타(Lapita)라고 한다. 이들은 기원전 1500년경, 현재의 뉴칼레도니아와 프로방스드일루아요테(프랑스어: Province des îles Loyauté)인 이 군도로 들어왔다. 라피타는 태평양의 넓은 지역에 영향을 준 항해술과 농경이 발달하였다. 11세기부터 폴리네시아인이 유입되어 멜라네시아 군도의 사람들과 섞였다.
유럽인들은 18세기 후반에 누벨칼레도니와 프로방스드일루아요테를 발견하게 되었다. 1774년 영국의 제임스 쿡 선장이 뉴질랜드 항해에서 이 곳 그랑드테르(프랑스어: Grande Terre)를 처음 발견하였으며, 자신의 출생지인 스코틀랜드를 기념하여 '뉴칼레도니아'(New Caledonia라고 불렀다. 이 항해에서 그는 누벨칼레도니의 북쪽에 있는 섬(바누아투)을 뉴헤브리디스(New Hebrides)라고 명명하였는데 이 역시도 스코틀랜드 북쪽에 있는 섬 이름을 따온 것이다. 그 후 1778년 프랑스의 라 페루스 탐험대가 찾아온 이래 영국-프랑스 양국의 식민정책의 쟁점이 되었다. 유럽인들은 천연두, 홍역, 이질, 인플루엔자, 매독, 한센병과 같은 새로운 질병들을 가져왔다. 많은 사람들이 이 질병들로 죽어갔다. 양측의 긴장감은 적대심으로 발전하였고, 1849년 포우마족 (Pouma)은 커터(Cutter)호의 선원을 살해하고 그 인육을 먹기에 이른다.
백단목 무역이 쇠퇴하자, 새로운 형태의 무역인 노예무역(blackbirding)이 이를 대체하였다. 노예무역은 누벨칼레도니, 프로방스드일루아요테, 바누아투, 파푸아뉴기니, 그리고 솔로몬 제도의 사람들을 노예로 하여 피지와 퀸즈랜드의 사탕수수 농장에서 일하도록 하였다. 영어 "blackbirding"은 이를 완곡하게 표현한 것이다. 이 무역은 20세기 초반에 중지되었다. 이 범죄의 희생자를 "Kanakas"라고 불렸는데 프랑스에 합병된 뒤에는 이 원주민들을 "Kanak"이라고 줄여서 불렀다.

### 프랑스 식민지
1853년 말 나폴레옹 3세에 의하여 프랑스의 영토가 되었다. 이것은 영국이 오스트레일리아와 뉴질랜드에 식민지를 건설한 것에 대한 경계의식 때문이었다. 영국이 오스트레일리아를 유배지로 삼아 죄수를 보냈던 것처럼, 프랑스는 1864년부터 1922년까지 이 섬의 남서 해안을 따라 세워진 유형지에 모두 2만 2천명의 중죄인들을 보냈다. 일반적인 범죄자뿐만 아니라 파리의 사회주의자, 카빌레 민족주의자와 같은 정치범들도 포함한 것이었다. 이 섬의 유형지로서의 역할이 끝날 무렵, 범죄자가 아닌 유럽 이주민들(전에 죄수였던 자를 포함)과 아시아 출신의 계약 노동자들이 원주민들의 숫자보다 많아지기 시작하였다. 같은 기간 원주민인 카낙(Kanak)의 숫자는 극적으로 줄어들었다. 카낙들은 피지등 다른 곳에 노예로 팔려나가고 백인들이 가져온 전염병까지 돌면서 일어난 일이다.
제2차 세계대전 당시, 미군 및 연합군은 동남 아시아와 오스트레일리아로 전진해 오는 일본과 싸우기 위해 누벨칼레도니에 주요 기지를 세웠다. 누메아는 태평양에 있어서 미군 사령부의 역할을 하였다. 남태평양과 지리적으로 가까운 잇점이 있어 미군의 군함을 누메아에서 신속하게 수리할 수 있었다. 미국 제23보병사단은 아직도 비공식적으로 "Americal"이라고 불리는데 이것은 "America"와 "New Caledonia"을 축약한 것이다. 미군의 사령부로 쓰였던 오각형의 복합건물은 전쟁 후에는 "남태평양위원회"라는 새로운 지역적 국가간 개발기구로 넘어갔다. 이 남태평양위원회는 후에 태평양공동체로 개편되었다.

### 자치권 확대와 독립운동
1956년 뉴칼레도니아는 프랑스의 해외 영토 중 하나로 통합되었고, 이곳의 주민들은 프랑스 시민이 되었다. 1976년 프랑스는 뉴칼레도니아의 내정 문제에 자치를 허용하고 프랑스 정부를 대표하는 고위 행정관을 파리에서 임명하여 파견했다.
뉴칼레도니아는 1986년부터 유엔의 비자치 지역 리스트에 올라있다. 1985년에는 카나키 민족해방전선(Front de Libération Nationale Kanak Socialiste, FLNKS)의 독립투쟁이 시작되었다. 장 마리 티바우(Jean-Marie Tjibaou, 1989년 암살)가 이끌고 있던 카나키 민족해방전선은 "Kanaky"의 독립을 주장하였다. FLNKS가 일으킨 분쟁은 1988년 우베아에서 일어난 유혈 인질극 사건으로 절정에 달했다. 이로 인한 누벨칼레도니 사회의 불안감은 1988년 마티농 협약과 1998년 누메아 협약에서 자치권 향상을 합의하기에 이른다. 이 협약은 불가역적 권력 이양과 뉴칼레도니아 시민권, 뉴칼레도니아의 정체성을 상징하는 공식적인 상징 (국기 등), 2014년 이후에는 언제나 가능한 프랑스로부터의 독립과 관련한 첨예한 문제에 대하여 국민투표에 상정하는 권한의 위임 등을 규정하고 있다.
2018년 10월에 프랑스령 뉴칼레도니아의 독립을 묻는 독립투표를 하였으나 지역 유권자중 57%가 독립을 반대하여 프랑스의 영토로 남게 되었다. 대부분의 주민들은 프랑스와 독립하면 경제적인 타격이 커질 것이라고 생각하여 반대하였다고 한다.

## 지도
| 사모아 제도자와보르네오필리핀발리티모르퍼스캔버라뉴질랜드하와이뉴기니이스터캐롤라인 제도피지누벨칼레도니핏케언 제도class=notpageimage\| 태평양에서의 누벨칼레도니의 위치 |

## 기후
뉴칼레도니아는 대체로 온화하나, 두 계절이 있다. 6월부터 9월까지는 선선하고(한랭기), 11월 중순부터 4월 중순까지는 덥다(온난기). 한랭기에는 수온이 섭씨 21도까지 내려가고 평균 기온은 대체적으로 낮에는 섭씨 24도, 밤에는 섭씨 15도 정도이다. 해변에서 여유롭게 보내려는 여행객들은 이 냉기를 피해야 하나, 도보 여행자들에게는 이 시기가 뉴칼레도니아를 방문하기에 좋은 때이다.

## 인구와 주민

### 민족
2004년 국세조사 결과, 인종 분포는 멜라네시아인 42.5%, 유럽인 37.1%, 폴리네시아인 3.8%, 인도네시아인 3.6%, 베트남인 1.6%, 기타 3%로 이루어졌다. 토착원주민인 멜라네시아인의 비율은 점점 줄어들어, 독립에 관한 국민투표가 이루어질 경우, 부결될 것이 유력하다. 1996년 국세조사 당시에는 멜라네시아인이 44.6%, 유럽인이 34.5%를 차지하였다.
총 인구는 2005년 인구조사 결과 232,258명으로, 인종별 구성은 멜라네시아계 44.1%, 유럽계 34.2%, 그 외 21.7% (폴리네시안, 타히티인, 베트남인, 중국계, 화교 등)이다.

### 종교
로마 가톨릭교회가 70%, 개신교가 16%, 14%는 무교 혹은 기타 종교이다.

## 언어
프랑스어가 공용어이며, 인구의 1/3은 오세아니아어군 언어를 사용한다. 주요 관광지에서는 중국어와 일본어도 사용한다.

## 국방
경찰과 국가 헌병(gendarmerie)이 방위하고 있다.

## 관광
풍부한 자연환경 때문에 관광업이 역사적으로 번성하였으며 프랑스 본토 뿐 아니라 일본과 오스트레일리아, 뉴질랜드, 미국, 중국 등에서 많은 관광객이 방문하고 있다. 대한민국에서는 2009년에 방영한 드라마 《꽃보다 남자》에서 주인공들의 휴가지로 소개되면서 급부상하였다. 뉴칼레도니아의 호텔과 리조트는 본섬이자 수도인 누메아와 소나무 섬 일데팡 등에 집중되어 있다.

## 사진

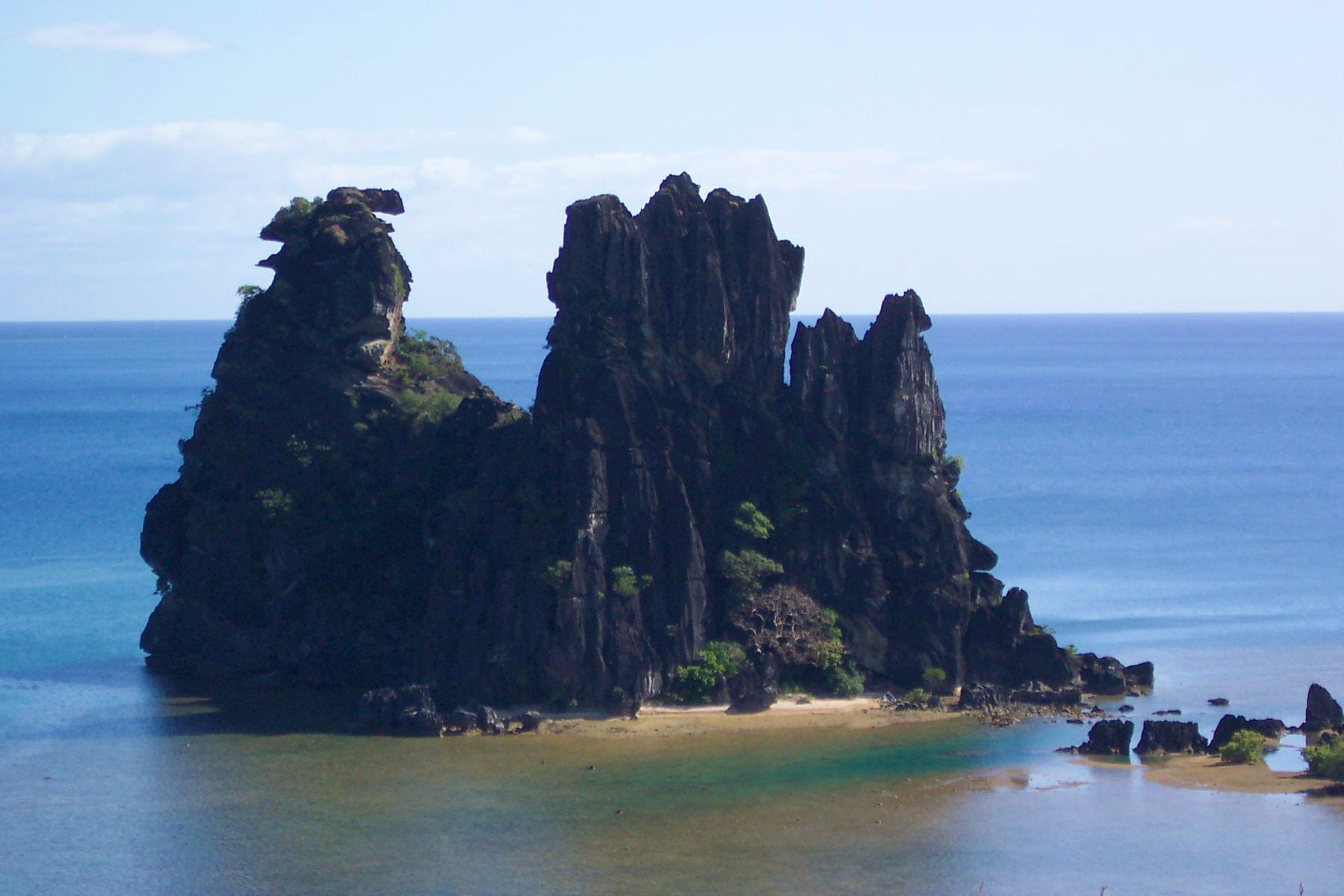
"라풀" ("더 헨")과 힌제느
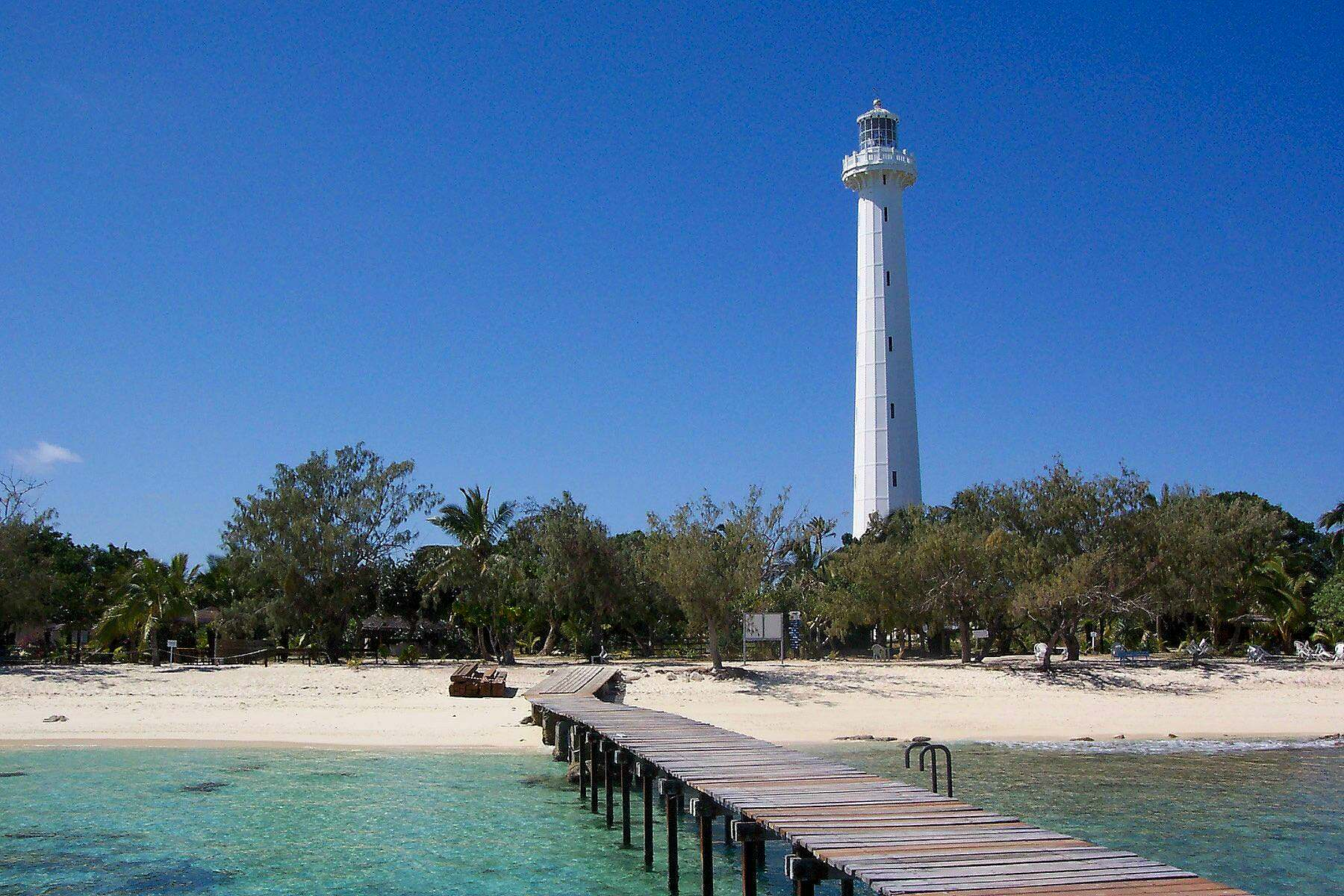
누메아에 있는 "르 파르 아메데"
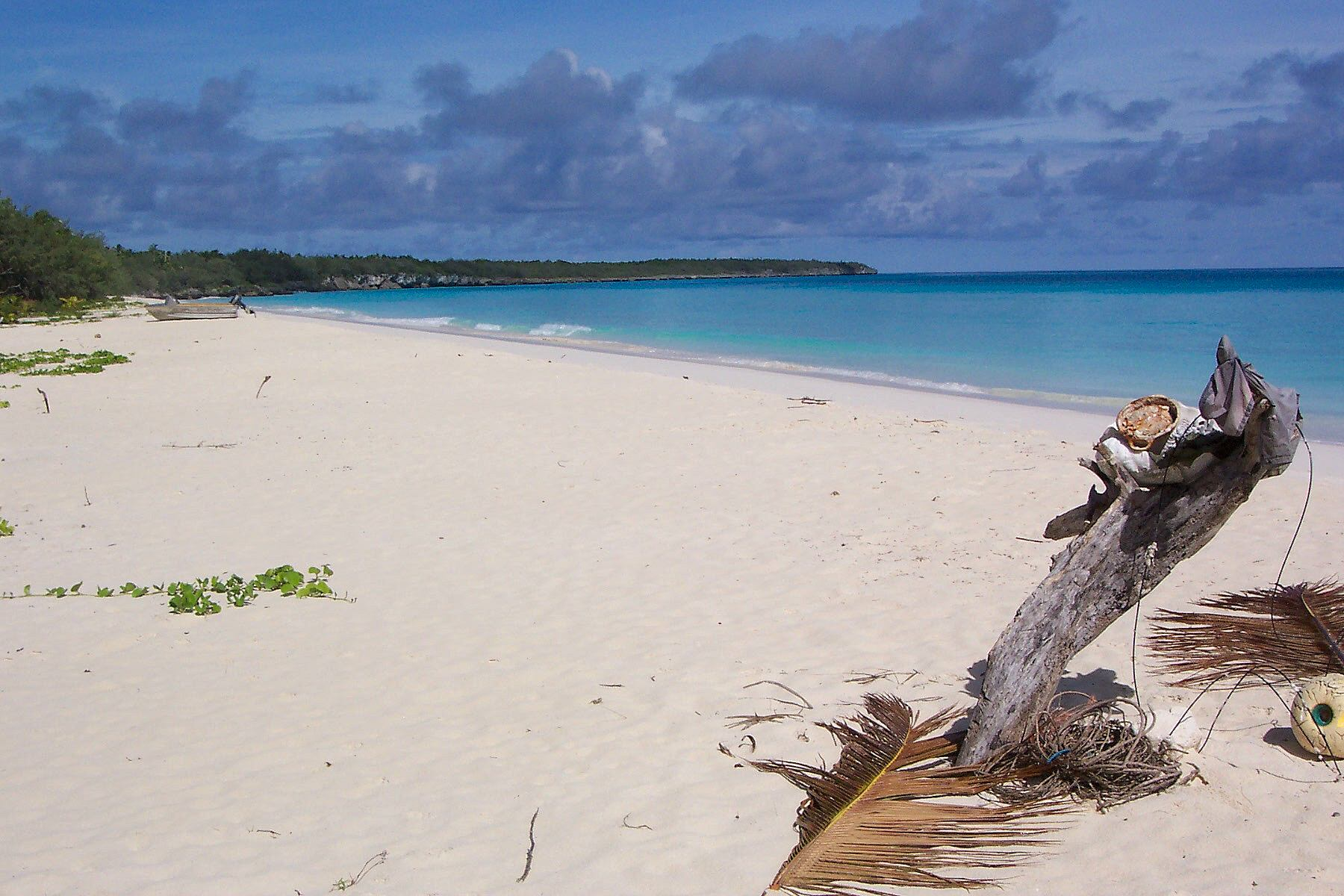
우베아섬
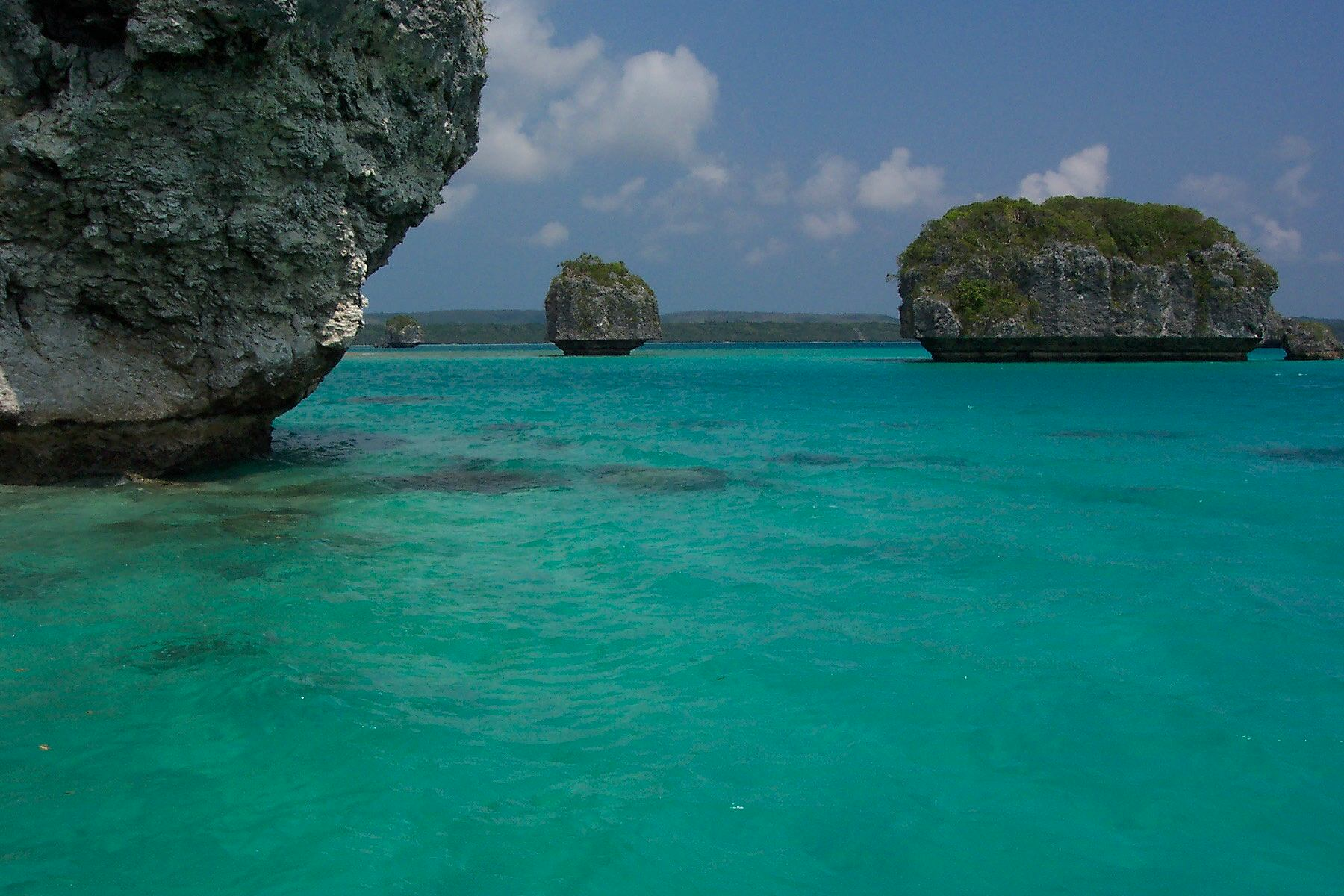
피네스섬
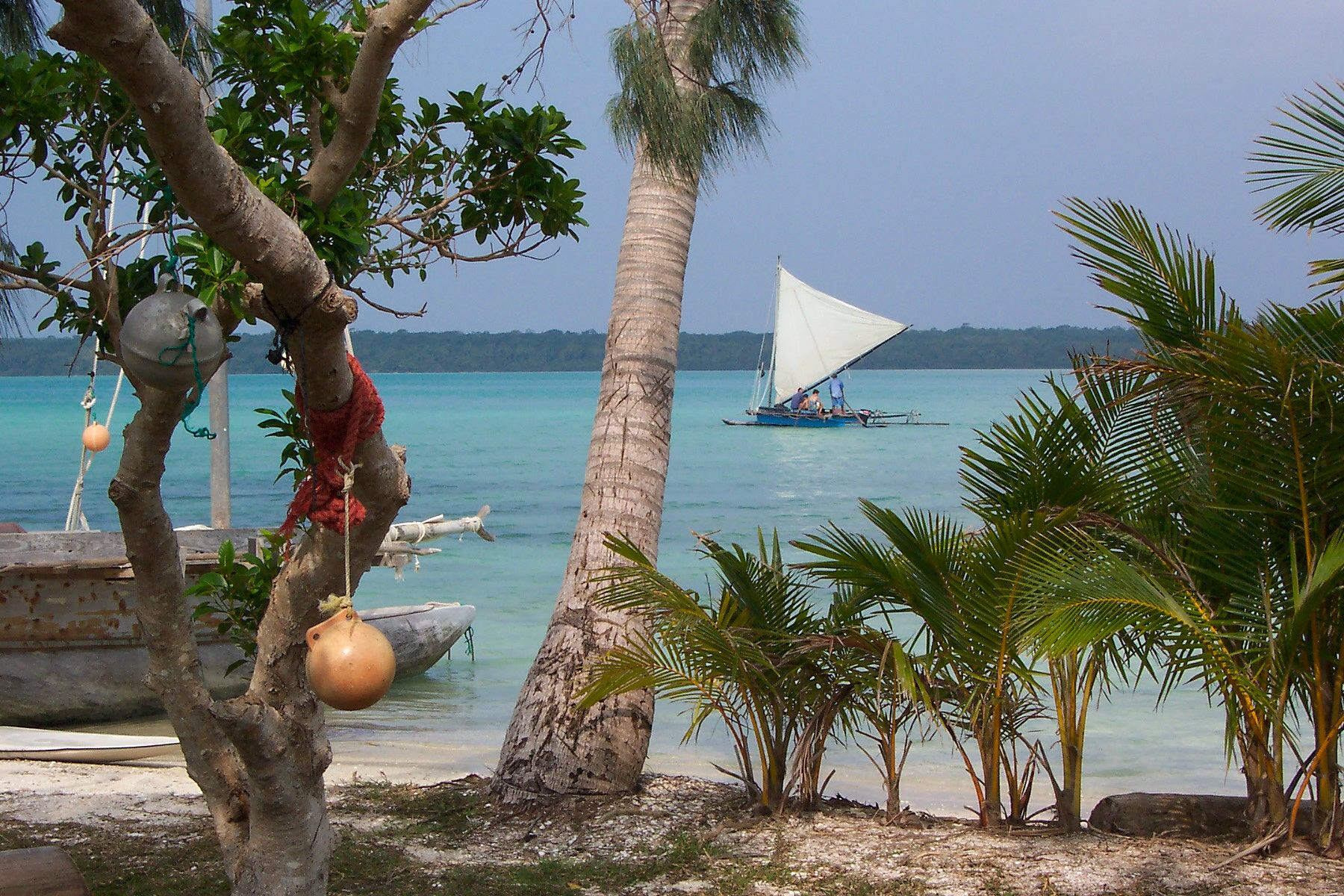
피네스섬의 "베 드 생-조제프"
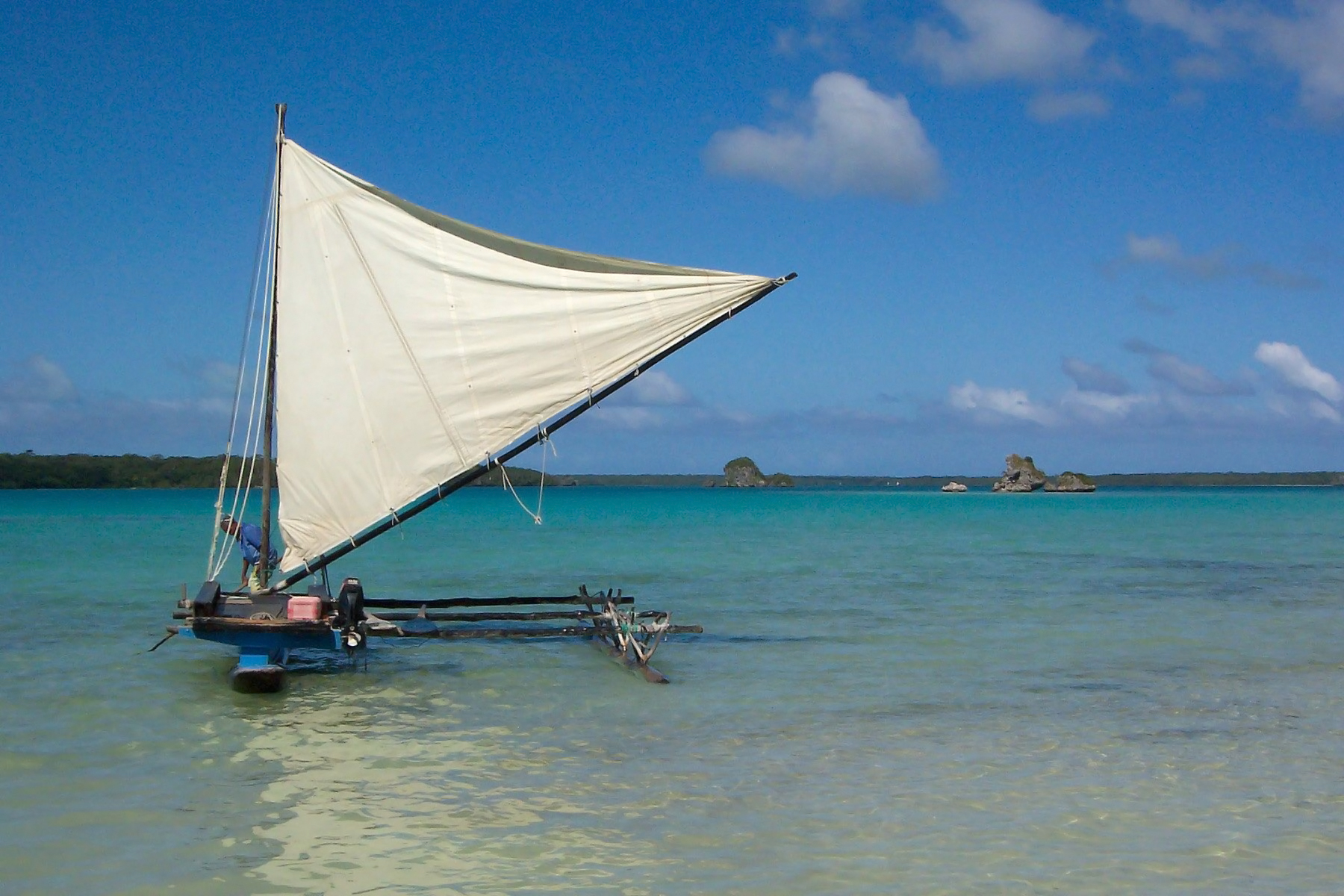
피네스섬
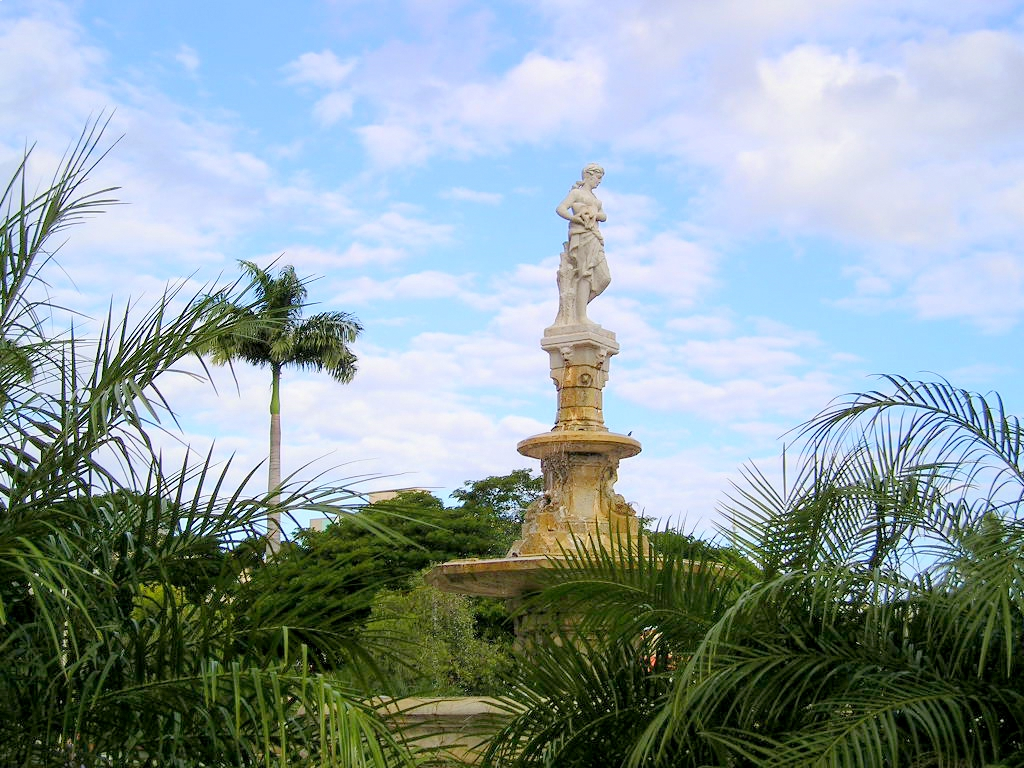
누메아
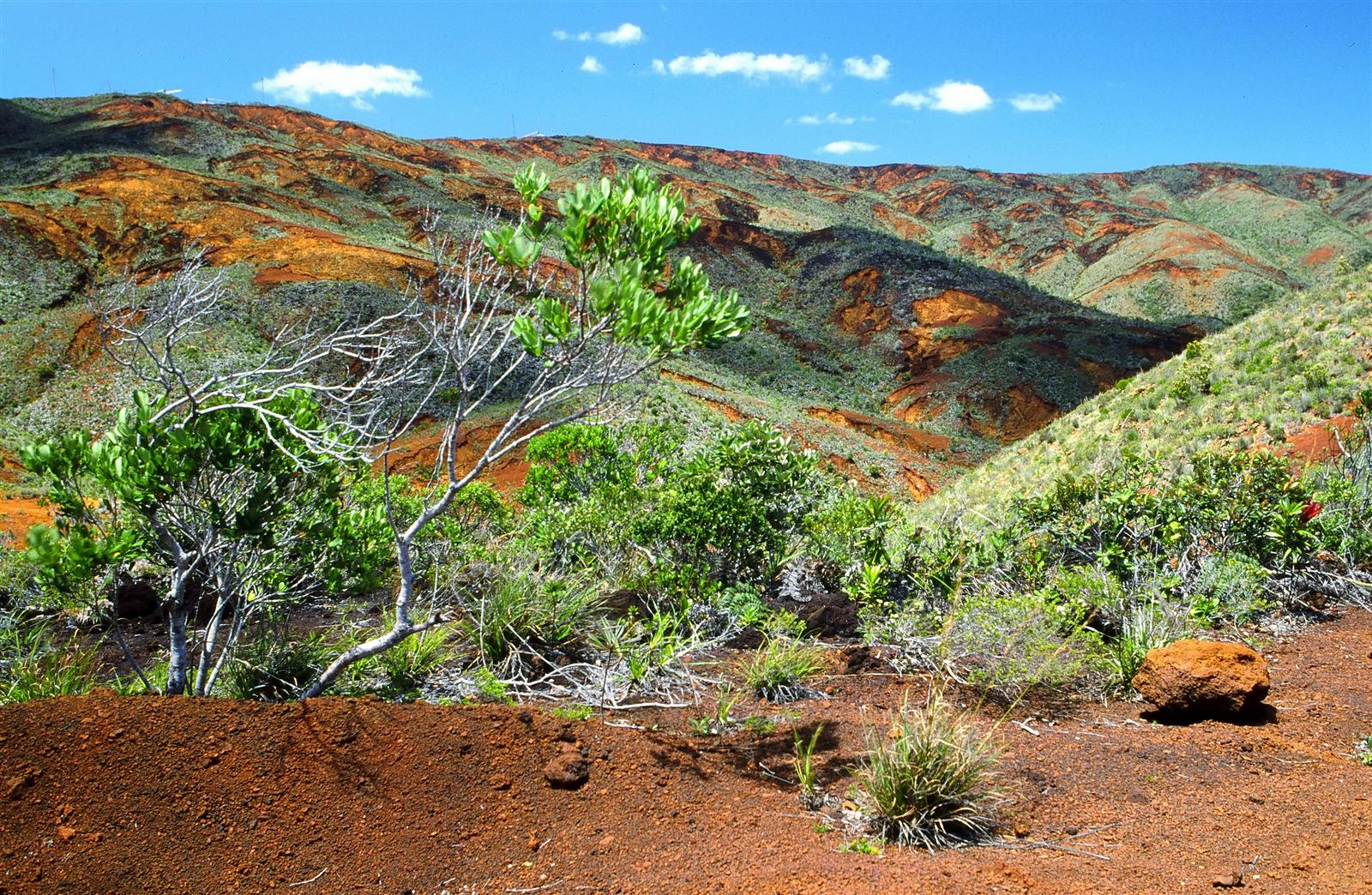
그랑 테르섬
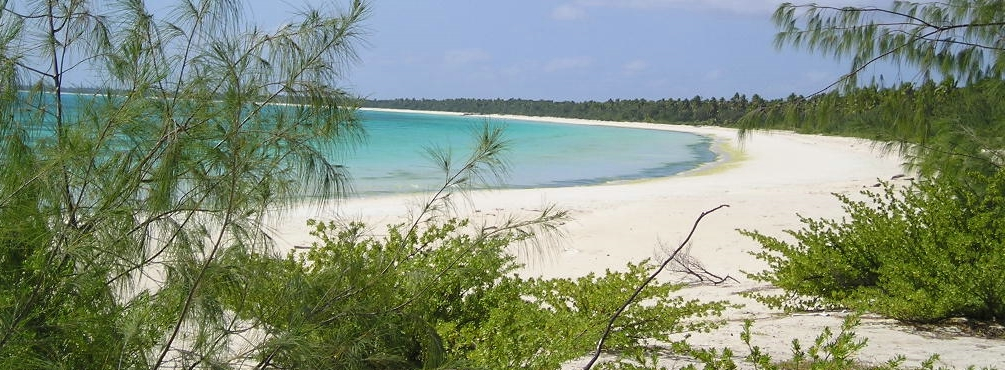
우베아 해변
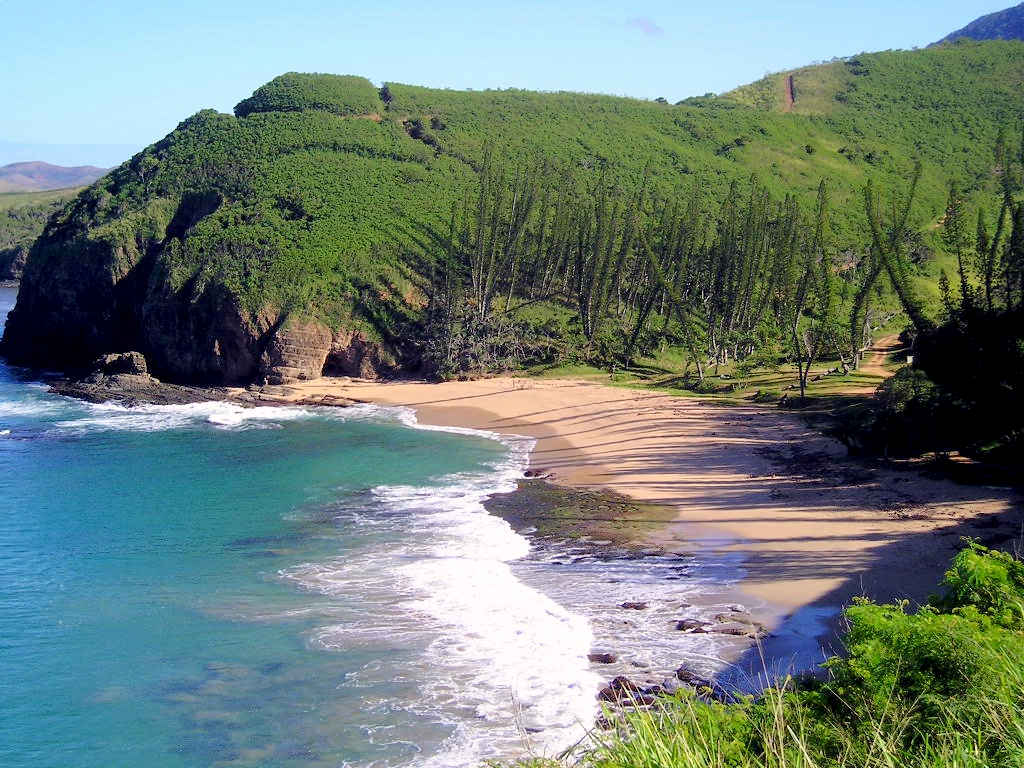
부렐의 "라 베 드 토르튀에"
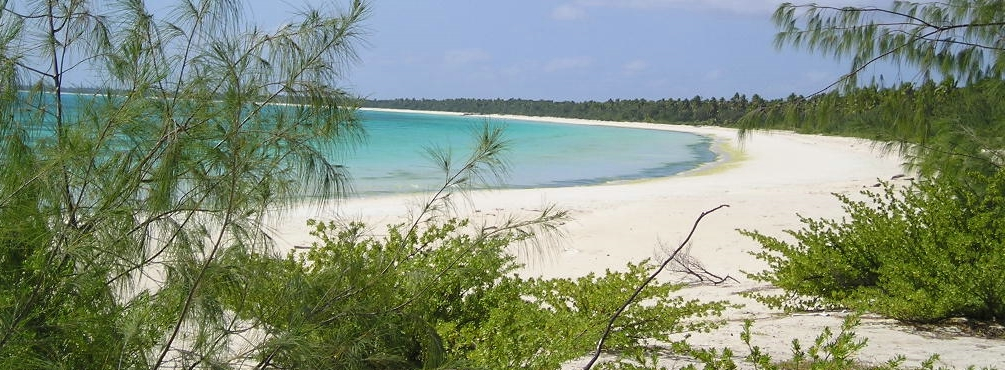
25kms 떨어진 곳에 당신을 기다리는 우베아